# Jugoslávie na Letních olympijských hrách 1976
Jugoslávii na Letních olympijských hrách 1976 v kanadském Montréalu reprezentovalo 88 sportovců, z toho 83 mužů a 5 žen ve 14 sportech.

## Medailisté
| Medaile | Jméno | Sport      | Disciplína                    |
| ------- | --- | ---------- | ----------------------------- |
| Zlato   | Matija Ljubek | Kanoistika | Muži 1000 m                   |
| Zlato   | Momir Petković | Zápas      | muži řecko-římský do 82 kg    |
| Stříbro | Tadija Kačar | Box        | Muži lehkotěžká váha do 71 kg |
| Stříbro | Ivan Frgić | Zápas      | muži řecko-římský do 57 kg    |
| Stříbro | Krešimir Ćosić Dražen Dalipagić Mirza Delibašić Blagoje Georgijevski Vinko Jelovac Željko Jerkov Dragan Kićanović Andro Knego Zoran Slavnić Damir Šolman Žarko Varajić Rajko Žižić | Basketbal  | Turnaj mužů                   |
| Bronz   | Matija Ljubek | Kanoistika | Muži C1 500 m                 |
| Bronz   | Ace Rusevski | Box        | Muži lehká váha do 60 kg      |
| Bronz   | Slavko Obadov | Judo       | Muži do 80 kg                 |